# Cascades Nelson
Les cascades Nelson, són unes cascades que es troben a la reserva natural de Tasmània, declarada Patrimoni de la Humanitat per la UNESCO, a la regió de la Costa Oest de Tasmània, Austràlia.

## Localització i característiques
Les Cascades de Nelson es troben al Parc nacional de Franklin-Gordon Wild Rivers, accessible des de Queenstown, situat a 27 km a l'oest, a través de la Lyell Highway que travessa la vall de Nelson.
Les caigudes d'aigua tenen uns 30 m d'altura.